# ألبرت هازارد
ألبرت هازارد (بالإنجليزية: Ebenezer Hazard)‏ هو سياسي أمريكي، ولد في 15 يناير 1744 في الولايات المتحدة، وتوفي في 13 يونيو 1817 في الولايات المتحدة. انتخب مدير مكتب البريد العام في الولايات المتحدة ‏ وانتخب List of Postmasters of New York City ‏.